# علی شاه
سلطان علی شاه ابن المرحوم سلطان سلیمان بدرالعالم شاه (جاوی:سلطان علی شاه ابن المرحوم سلطان سلیمان بدر العالم شاه؛ زادهٔ ۲۴ ژانویهٔ ۱۹۱۴ –درگذشت ۱۷ مهٔ ۱۹۹۶) پانزدهمین سلطان ترنگانو بود. او فرزند چهاردهمین سلطان، سلطان سلیمان بدرالعالم شاه و وارث برحق سلطنت در ترنگانو بود.
سلطان سلیمان در روز ۲۵ سپتامبر ۱۹۴۲ به علت مسمومیت خون درگذشت. مدیریت حکمران نظامی ژاپن که در آن دوران مالایا را به اشغال خود درآورده بود، اعلام کرد که سلطان علی به عنوان سلطان ترنگانو انجام وظیفه خواهد کرد.
در روز ۱۸ اکتبر ۱۹۴۳، حکومت تایلند به زمامداری نخست‌وزیر فیلد مارشال پلک پیبونسونگکرام، حکمرانی بر ترنگانو را از ژاپنی‌ها تحویل گرفت و همچنان زمامداری سلطان علی را به عنوان سلطان قانونی تداوم داد.
بعد از پایان جنگ جهانی دوم، هنگامی که بریتانیا بازگشت و کنترل منطقه را در دست گرفت آنها از به رسمیت شناختن مقام سلطان علی خودداری کردند. از قرار معلوم هنگام اشغال منطقه توسط ژاپن، سلطان علی روابط بسیار نزدیکی با اشغالگران داشت و در عین حال مبلغ زیادی مقروض شده بود. طبق فرموده سلطان علی، به خاطر اینکه او از امضاء نمودن پیمان اتحادیه مالایا امتناع کرد، فرمانداری نظامی بریتانیا  او را از این مقام کنار گذاشتند‌.